# Nintendo Switch
Die Nintendo Switch (auch nur Switch, interner Codename 'NX') ist eine Videospielkonsole des japanischen Unternehmens Nintendo. Sie erschien am 3. März 2017 in Europa, Australien, Nordamerika und Asien sowie am 15. August 2017 in Argentinien. Als sogenannte Hybridkonsole lässt sich der Nachfolger der Wii U sowohl als stationäre, also mit einem externen Bildschirm verbundene Konsole nutzen, wie auch als tragbare Handheld-Konsole. Die Joy-Con genannten abnehmbaren Bedienelemente ermöglichen Spiele in einer dritten Variante, dem sogenannten Tisch-Modus. Die Nintendo Switch ist mit über 150 Millionen verkauften Exemplaren hinter dem Nintendo DS die zweitmeistverkaufte Nintendo-Konsole.
Am 20. September 2019 erschien mit der Nintendo Switch Lite ein zweites, kompakteres Modell der Konsole, das mangels Anschlussmöglichkeit an einen externen Bildschirm primär für den mobilen Einsatz konzipiert ist. Seit dem 8. Oktober 2021 ist zusätzlich die überarbeitete Neuauflage Nintendo Switch OLED-Modell mit größerem OLED-Bildschirm erhältlich.
Die Nachfolgerkonsole Nintendo Switch 2, die u. a. mit einem größeren Bildschirm sowie Abwärtskompatibilität für die meisten Switch-Spiele ausgestattet ist, wurde am 16. Januar 2025 angekündigt und ist am 5. Juni 2025 erschienen. Eine detaillierte Präsentation der Hardware und der zum Verkaufsstart erhältlichen Spieletitel erfolgte am 2. April 2025 in Form einer Nintendo Direct.

## Geschichte

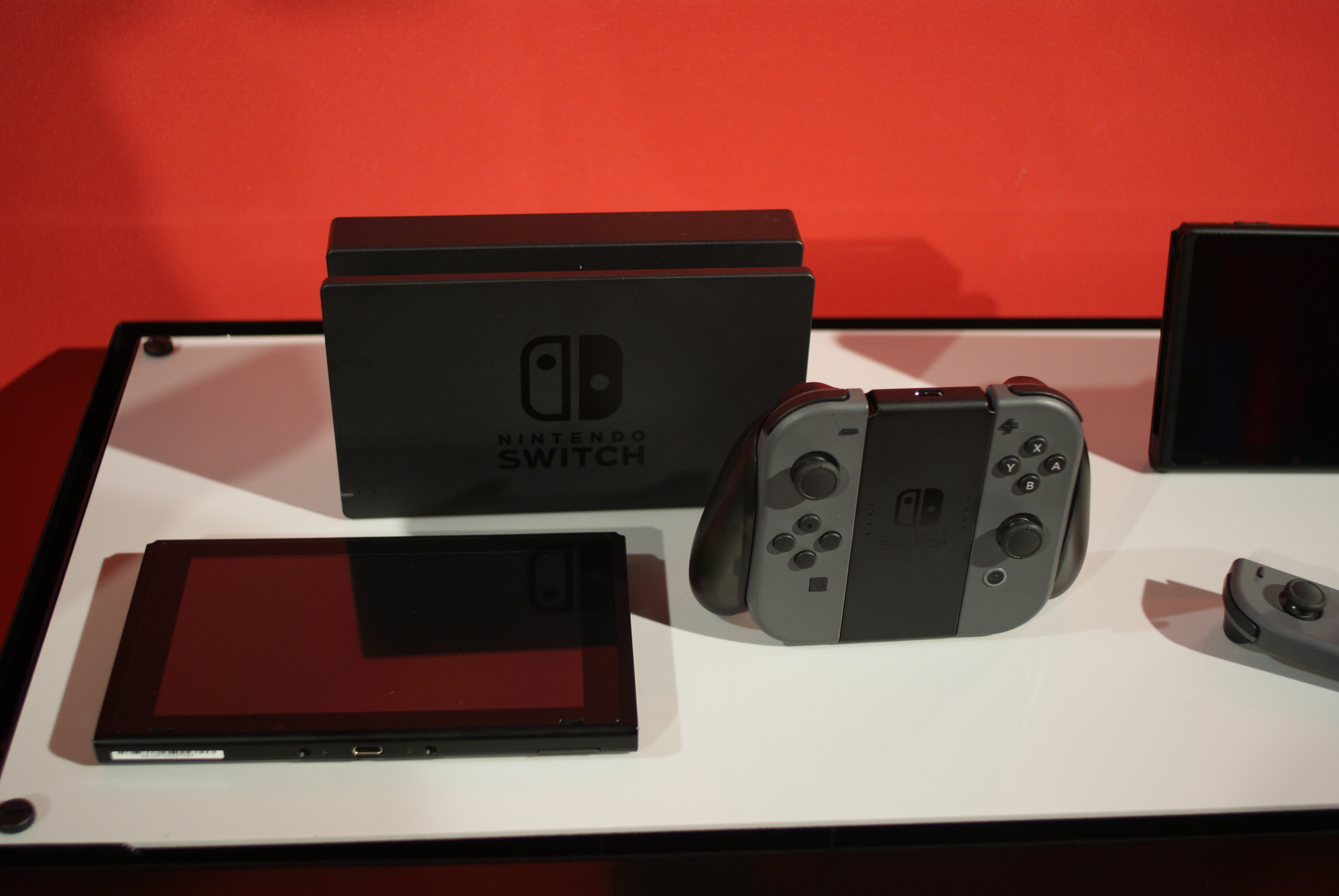
Nintendo Switch-Set; (von oben) TV-Station „Docking-Station“, Joy-Con-Controller & Grip, Konsolenbildschirm

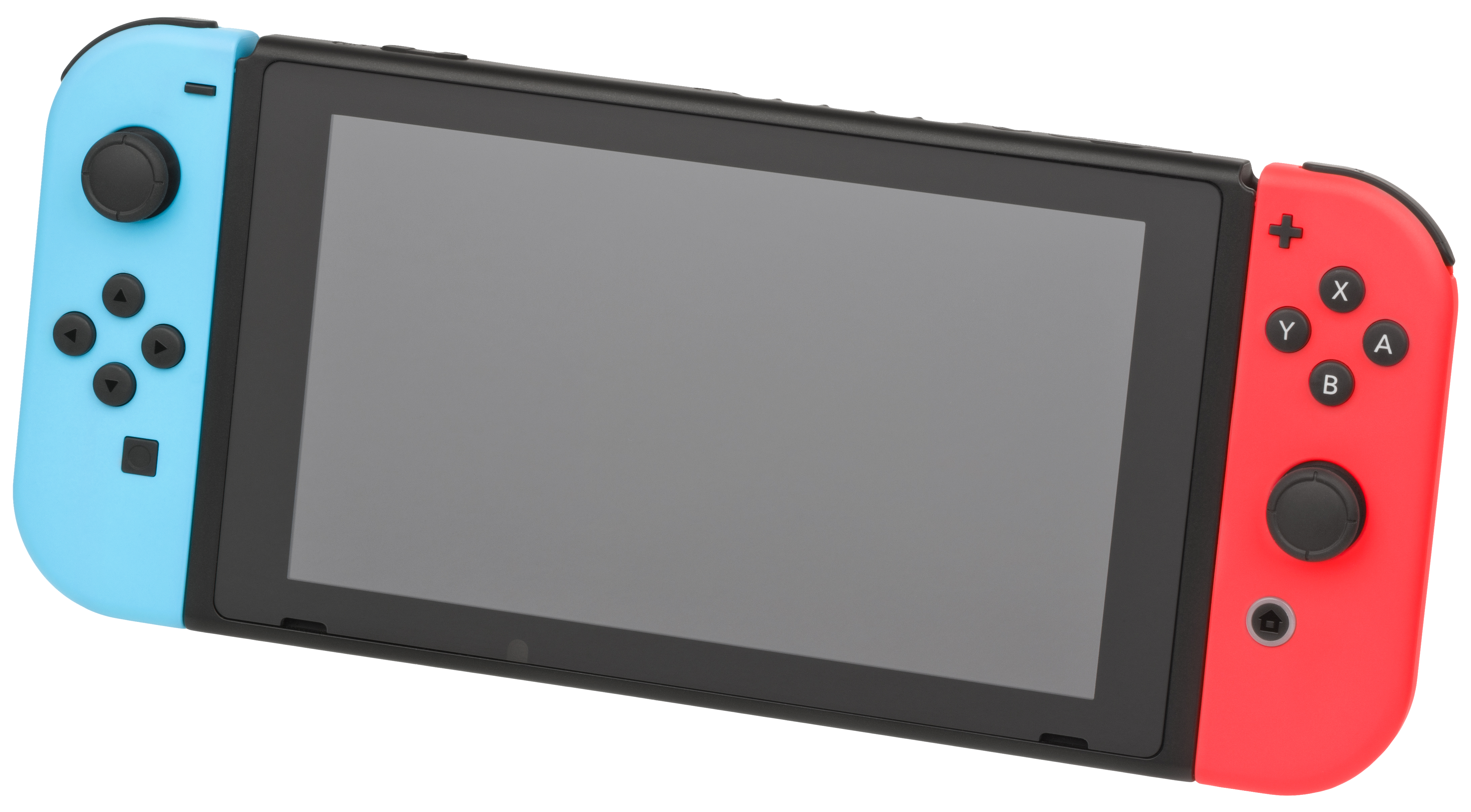
Alternatives Farbschema der rot-blauen Joy-Con

Am 17. März 2015 wurde die Nintendo Switch (damals noch unter dem Codenamen „NX“) erstmals angekündigt. Eineinhalb Jahre später, am 20. Oktober 2016, wurde die Nintendo Switch offiziell in einem von Nintendo unkommentierten Vorschau-Trailer erstmals der Öffentlichkeit gezeigt. Eine ausführliche Vorstellung fand am 13. Januar 2017 statt, in der auf Hardware, Spiele, Preis und Veröffentlichung genauer eingegangen wurde. Am 3. März 2017 erschien die Nintendo Switch in Europa, Australien, Nordamerika und Asien zeitgleich mit dem AAA-Launchtitel The Legend of Zelda: Breath of the Wild sowie am 15. August 2017 in Argentinien.
Am 19. September 2018 wurde mit Nintendo Switch Online ein Online-Dienst auf Basis einer Abonnement-Mitgliedschaft für die Switch eingeführt. Es ist Nintendos erster kostenpflichtiger Online-Service.

## Hardware
Die Konsole ähnelt äußerlich einem Tabletcomputer mit seitlich angebrachten, abnehmbaren Bedienelementen, vom Hersteller „Joy-Con“ genannt.

### Eingabe
Die Joy-Con können auch separat verwendet werden, etwa um zu zweit zu spielen, wobei jeder Spieler einen Joy-Con horizontal oder vertikal ausgerichtet bedient. Zum Spielen an einem externen Bildschirm wird die Handheld-Komponente an eine Docking-Station angeschlossen, welche mittels HDMI-Kabel mit dem Bildschirm verbunden ist. Die zwei losgelösten Joy-Con lassen sich zum Spielen an einer Joy-Con-Halterung anbringen, um die Funktion eines Gamepads zu erfüllen. Darüber hinaus bieten Nintendo und Dritthersteller diverse kompatible Gamepads, wie den Nintendo Switch Pro Controller, für die Konsole an, die ein angenehmeres Erlebnis bei langer Spieldauer ermöglichen sollen. Um die Konsole zu laden oder sie mit dem Dock zu verbinden, ist ein Anschluss nach dem USB-Type-C-Standard vorhanden.
Der Home-Knopf auf dem rechten Joy-Con und auf dem Pro Controller verbirgt eine LED-Leuchte, die den durchsichtigen Ring rund um den Knopf blau aufleuchten lassen kann. Laut Nintendo soll der Home-Knopf beim Erhalt einer Nachricht blinken. Bisher (Stand: Firmware-Version 9.1.0) wird diese Funktion aber nur bei Alarmmitteilungen (bisher nur verfügbar in den Spielen Ring Fit Adventure und Dr. Kawashimas Gehirn-Jogging) genutzt.

### Bildschirm
Die Handheld-Komponente verfügt über einen berührungsempfindlichen 6,2 Zoll großen Flüssigkristallbildschirm mit einer Bildwiederholrate von 60 Hz und einer Auflösung von 1280 × 720 Pixeln, was einer Pixeldichte von 237 Pixeln pro Zoll entspricht. Im Betrieb über das Dock kann die Auflösung erhöht werden und über den HDMI-Ausgang je nach Anwendung mit maximal 1920 × 1080 Pixeln bei maximal 60 Bildern pro Sekunde ausgegeben werden.
Die Nintendo Switch OLED besitzt einen 7-Zoll-OLED-Bildschirm.

### Interne Hardware

Nintendo Switch geöffnet; Ansicht der Hardware von der Rückseite

Als Prozessor kommt ein SoC auf Arm-Architektur von Nvidia zum Einsatz, welches auf der Tegra-Serie basiert. Der integrierte Hauptprozessor (CPU) läuft sowohl im Handheld- als auch im TV-Modus mit 1020 MHz. Mit Erscheinen der Firmware 8.0 im April 2019 wurde bekannt, dass Nintendo die CPU-Taktfrequenz zum schnelleren Laden von Spielen kurzzeitig auf bis zu 1,75 GHz erhöht. Der Takt des Grafikprozessors (GPU) beträgt im Handheld-Modus entweder 307,2 MHz oder 384 MHz. Im TV-Modus kann der Takt durch die dauerhafte Stromversorgung des Docks auch auf 768 MHz erhöht werden. Der Takt des Speichercontroller des Chips beträgt im Handheld-Modus immer 1331,2 MHz und kann im TV-Modus bis auf 1600 MHz erhöht werden.
Als Arbeitsspeicher stehen der Nintendo Switch 4 GB RAM des Typs LPDDR4 zur Verfügung. Ein 16-Wh-Akkumulator mit 4310 mAh soll laut Nintendo je nach Anwendung zwischen zwei und sechs Stunden Laufzeit im Handheld-Modus ermöglichen. Mit angeschlossenen Joy-Con wiegt die Konsole 398 g (297 g ohne Joy-Con) und misst mit angeschlossenen Joy-Con 239 × 102 × 13,9 mm (B × T × H). Das Dock verfügt neben einem HDMI-Ausgang und USB-C-Anschluss für das Netzteil über einen USB-3.0- sowie zwei weitere USB-2.0-Anschlüsse.

### Konnektivität
Als Kommunikationsschnittstelle unterstützt die Nintendo Switch 2,4- und 5-GHz-WLAN sowie Bluetooth 4.1 für die Übertragung der Controller-Eingaben im Tisch- und TV-Modus. Zusätzlich ist im rechten Joy-Con-Controller ein NFC-Chip verbaut, um Nintendos Amiibo-Sammelfiguren und -Karten lesen zu können. Der rechte Joy-Con verfügt außerdem über eine Infrarot-Kamera, welche unter anderem in 1-2-Switch und Nintendo Labo zum Einsatz kommt.
Mittels eines direkten Ad-hoc-Netzes ist es möglich, bis zu acht Switch-Konsolen für lokale Mehrspieler-Partien miteinander zu verbinden. Die Download-Spiel-Funktionalität von Nintendo DS und 3DS ist jedoch nicht vorhanden, sodass jeder Spieler neben einer Switch-Konsole auch ein Exemplar des Spiels benötigt.
Die Konsole hat ab Version 13.0 die Unterstützung für Bluetooth-Audio-Geräte wie kabellosen Kopfhörern oder Lautsprechern über das integrierte Bluetooth-Modul erhalten. Mikrofone müssen dagegen weiterhin über den Klinkenanschluss per Kabel verbunden werden. Für Bluetooth-Headsets wurden von Drittanbietern Adapter für den USB-C-Anschluss der Nintendo Switch entwickelt und vertrieben, die eine Verwendung der Kopfhörer via Bluetooth erlauben. Die Mikrofone von Bluetooth Headsets wiederum sind weiterhin nicht ansprechbar und es muss auf ein Mikrofon, welches in den 3,5-mm-Klinkenanschluss gesteckt wird, zurückgegriffen werden. Voraussetzung für Bluetooth-Adapter am USB-Anschluss der Konsole ist eine Firmware höher als Version 4.0.0.
Die Switch-Konsolen ab 2018 verfügen aufgrund eines Herstellerwechsels über einen Bildschirm mit einer wärmeren Farbtemperatur sowie ein überarbeitetes WLAN-Modul, welches einen verbesserten Empfang ermöglichen soll.

### Datenträger

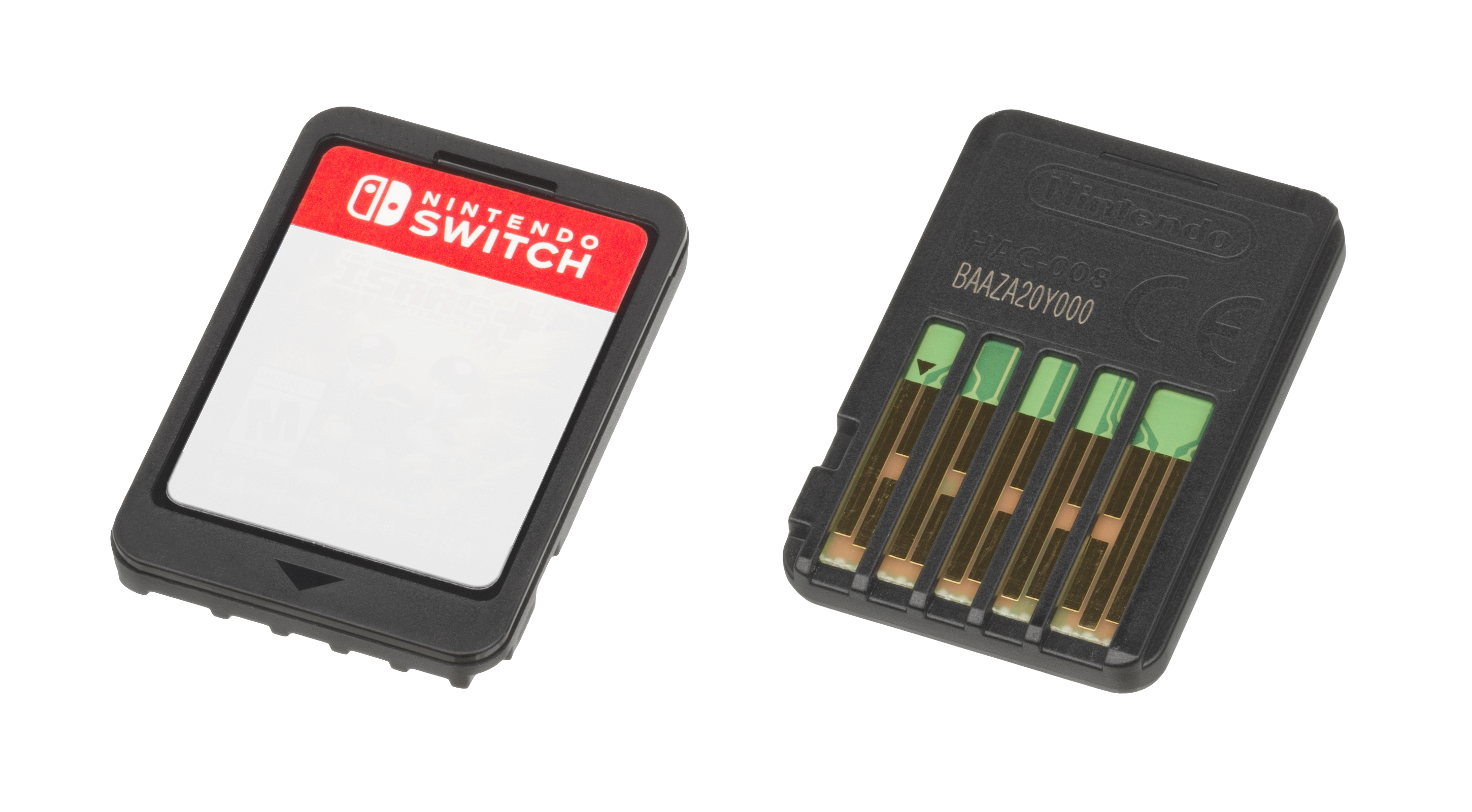
„Game Card“ der Nintendo Switch von vorne (links) und hinten (rechts)

Als Datenträger für Spiele unterstützt die Nintendo Switch Spielmodule (sogenannte Game Cards). Des Weiteren stehen der Nintendo Switch 32 GB interner Flash-Speicher zur Verfügung, ebenso gibt es einen Steckplatz für microSDXC-Speicherkarten und einen 3,5-mm-Klinkenanschluss für Headsets und Kopfhörer. Der Speicher kann mit microSD-Karten mit einer maximalen Größe von 2 TB erweitert werden. In Zukunft sollen auch USB-Speicher am Dock verwendet werden können.
Die „Game Cards“ sind mit einer Beschichtung versehen, welche Denatoniumbenzoat enthält. Diese ungiftige, aber extrem bitter schmeckende Chemikalie soll verhindern, dass Kleinkinder die Karten verschlucken.

### Varianten
Das erste Modell der Nintendo-Switch-Familie mit dem Namen Nintendo Switch erschien in Europa am 3. März 2017 zu einem Preis von 329 Euro. Anfang September 2019 erschien eine Revision der Nintendo Switch, welche über eine längere Akkulaufzeit verfügt und in einer geringfügig anderen Verpackung (roter statt weißer Hintergrund) verkauft wird. Die Modellnummer der Revision lautet MOD. HAC-001-01 statt MOD. HAC-001.
Während die ursprüngliche Nintendo Switch bisher je nach Spiel und Helligkeitseinstellung laut Produktinformation eine Laufzeit von 2,5 bis 6,5 Stunden erreicht, sind es bei der Revision des Modells 4,5 bis 9 Stunden. Die Revision der Nintendo Switch verfügt, wie bereits die erste Version, über 4 GB Arbeitsspeicher, der jedoch dank des Typs LPDDR4X nun deutlich schneller arbeitet. Auch die Leuchtdichte des Displays ist bei der neuen Switch-Version höher, wodurch das Bild bei direkter Sonneneinstrahlung besser erkannt werden kann. Außerdem wurden die mit der Switch-Revision mitgelieferten Joy-Con leicht überarbeitet.

#### Nintendo Switch Lite

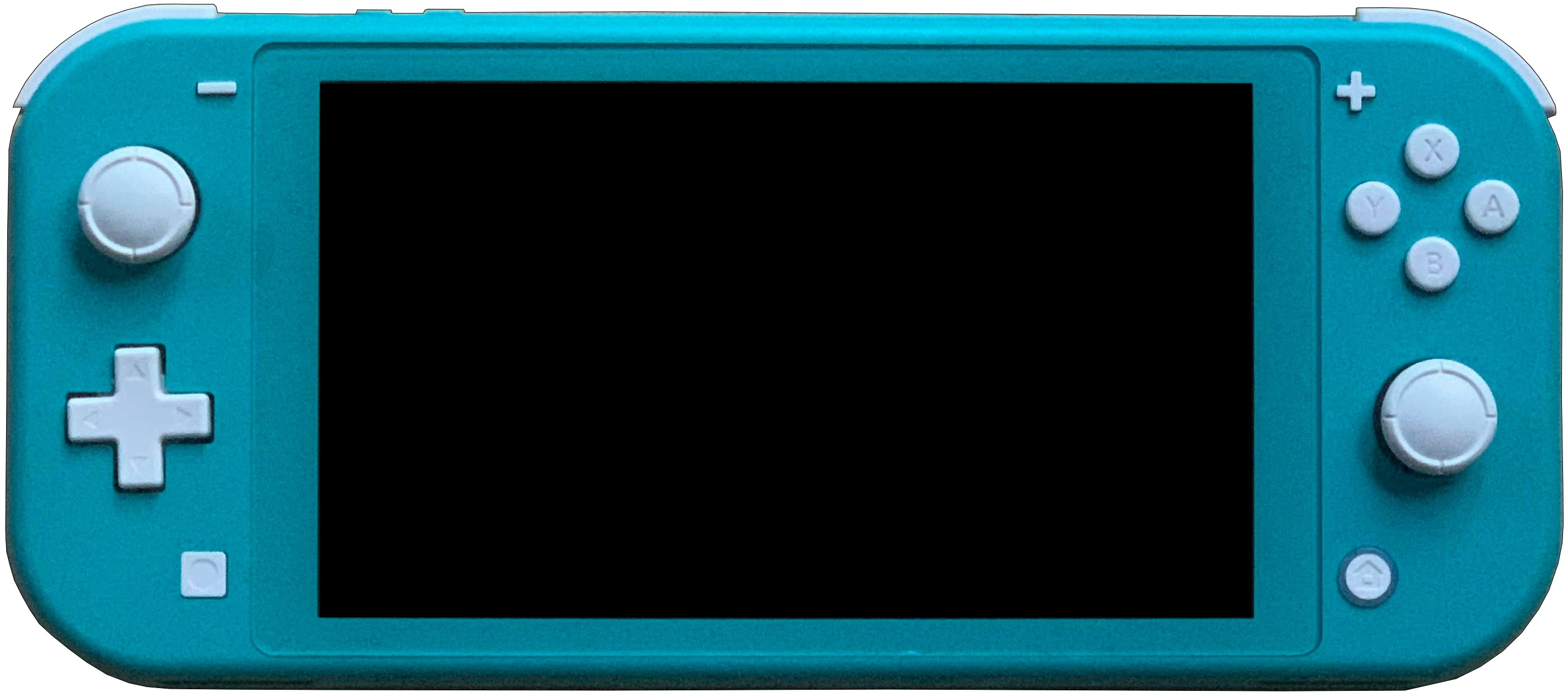
Nintendo Switch Lite in Türkis

Am 10. Juli 2019 kündigte Nintendo ein zweites Modell der Nintendo-Switch-Produktlinie unter dem Namen Nintendo Switch Lite (kurz meist Switch Lite genannt) an. Die neue Konsole eignet sich nur als Handheld und ist mit allen Nintendo-Switch-Spielen kompatibel, die diesen Modus unterstützen. Sie lässt sich also nicht mit einem externen Bildschirm verbinden und ist deutlich kleiner, leichter und günstiger als die TV-Konsole. Das System wiegt 275 g, ist 91,1 × 208 × 13,9 mm groß (H × B × T), verfügt wie die Nintendo Switch über 32 GB internen Flash-Speicher und erschien erstmals in den USA am 20. September 2019 zu einer unverbindlichen Preisempfehlung von 199 US-Dollar. In Europa kostete die Konsole zur Veröffentlichung rund 220 Euro.
Der Flüssigkristallbildschirm der Nintendo Switch Lite misst nur 5,5 Zoll, die Auflösung und Bildwiederholrate von 1280 × 720 Pixeln bzw. 60 Hz entspricht jedoch der von Nintendo Switch, wodurch die Switch Lite nun eine Pixeldichte von 267 ppi statt 237 ppi aufweist. Auch die HD-Rumble-Funktion und die Infrarot-Kamera wurden entfernt. Die Nintendo Switch Lite verfügt nicht über abnehmbare Joy-Con, vielmehr sind die Steuerungseinheiten fest mit der Konsole verbunden. Die vier Tasten des linken Joy-Con der Nintendo Switch wurden nun durch ein vollwertiges Steuerkreuz ersetzt. Die Akkulaufzeit der Nintendo Switch Lite soll im Vergleich zu der der Nintendo Switch etwas länger sein. So soll The Legend of Zelda: Breath of the Wild bei voller Bildschirmhelligkeit auf der Nintendo Switch Lite beispielsweise etwa 4 Stunden und auf der ersten Generation der Nintendo Switch nur etwa 3 Stunden lang laufen. Die sonstigen technischen Daten sind im Vergleich zur Nintendo Switch weitgehend gleich geblieben.
Die Konsole ist in den Farben Gelb, Grau, Türkis, Koralle und Blau erhältlich. Obwohl die Konsole offiziell nur Spiele im Handheld-Modus unterstützt, können separat erhältliche Joy-Con drahtlos mit der Nintendo Switch Lite verbunden werden, um so auch im Tischmodus zu spielen. Wie die Nintendo Switch ist auch die Switch Lite mit microSD-Karten mit einer Kapazität von bis zu 2 TB kompatibel.

#### Nintendo Switch OLED

Nintendo Switch OLED mit Docking-Station in weiß

Am 6. Juli 2021 kündigte Nintendo die Nintendo Switch (OLED-Modell) an. Das dritte Modell der Nintendo-Switch-Produktlinie besitzt einen größeren 7-Zoll-OLED-Bildschirm, die Auflösung von 720p bleibt jedoch identisch, wodurch die Pixeldichte geringer als bei den anderen Switch-Modellen ausfällt. Des Weiteren verfügt es über einen deutlich breiteren, nun stufenlos winkelverstellbaren Ständer, eine Docking-Station mit LAN-Anschluss, 64 GB an internem Speicherplatz sowie Lautsprecher mit höherwertiger Tonqualität. Sie ist am 8. Oktober 2021, am selben Tag wie Metroid Dread, erschienen.

### Sondereditionen
Die Nintendo Switch war zur Veröffentlichung zunächst in zwei Farbvarianten erhältlich. Während der Bildschirmteil und die Docking-Station in einheitlichem schwarz gehalten waren, hatten Käufer die Wahl zwischen zwei grauen Joy-Con oder alternativ einem roten und einem blauen Joy-Con. In den darauffolgenden Monaten erschienen weitere Varianten, die sich in den Farben der Joy-Con, dem Design der Konsole selbst und/oder dem Zubehör unterscheiden. Die intern verbaute Hardware ist dabei stets identisch zu den parallel verfügbaren Standard-Ausführungen und hat 2018 eine Überarbeitung erfahren.

## Software

### Spiele

#### Launchtitel
Die folgende Tabelle listet alle Spiele, die zum Verkaufsstart der Nintendo Switch am 3. März 2017 in Europa veröffentlicht wurden.
| Titel                                              | Publisher          | Genre                       | als Modul | als Download |
| -------------------------------------------------- | ------------------ | --------------------------- | --------- | ------------ |
| 1-2-Switch                                         | Nintendo           | Partyspiel                  | ja        | ja           |
| Fast RMX                                           | Shin’en Multimedia | Rennspiel                   | nein      | ja           |
| I am Setsuna                                       | Square Enix        | Rollenspiel                 | nein      | ja           |
| Just Dance 2017                                    | Ubisoft            | Musikspiel                  | ja        | ja           |
| New Frontier Days: Founding Pioneers               | Arc System Works   | Aufbauspiel                 | nein      | ja           |
| Othello                                            | Arc System Works   | Brettspiel                  | nein      | ja           |
| Shovel Knight: Specter of Torment                  | Yacht Club Games   | Jump ’n’ Run                | nein      | ja           |
| Shovel Knight: Treasure Trove                      | Yacht Club Games   | Jump ’n’ Run                | nein      | ja           |
| Skylanders: Imaginators                            | Activision         | Actionspiel                 | ja        | nein         |
| Snipperclips: Zusammen schneidet man am besten ab! | Nintendo           | Puzzle                      | ja        | ja           |
| Super Bomberman R                                  | Konami             | Geschicklichkeitsspiel Maze | ja        | ja           |
| The Legend of Zelda: Breath of the Wild            | Nintendo           | Action-Adventure            | ja        | ja           |
| Voez                                               | Flyhigh Works      | Musik/Rhythmus              | nein      | ja           |
| Vroom in the Night Sky                             | Poisoft            | Rennspiel                   | nein      | ja           |

#### Emulation älterer Systeme
Statt des Virtual-Console-Dienstes, wie es ihn für vorherige Nintendo-Systeme gab, bietet das japanische Unternehmen Hamster Neo-Geo-Spiele mit der Vorbezeichnung „ACA NEO GEO“ zum Download an. Seit September 2017 veröffentlicht Nintendo seine Arcade-Spiele aus den 1980ern mit der Vorbezeichnung „Arcade Archives“. Die technische Umsetzung dabei leistet ebenfalls Hamster. NES-, SNES-, Nintendo-64-, SEGA-Mega-Drive-, Game-Boy- und Game-Boy-Advance-Spiele bietet Nintendo hingegen als Teil des kostenpflichtigen Abonnement-Dienstes Nintendo Switch Online an.

#### Nintendo Labo
Nintendo Labo ist ein Bausatz, der aus Pappe-Formen besteht und sich mit den Sensoren und Ausgabemöglichkeiten der Nintendo Switch als ein interaktives Spielzeug verwenden lässt. Die fertigen Konstruktionen werden von Nintendo als Toy-Con bezeichnet. Die Sets können komplett ohne Schere oder Kleber gebaut werden und deshalb einfach auseinandergenommen und wieder neu zusammengesetzt werden. Über die im Lieferumfang befindliche Software können unterschiedliche Spiele mit den Toy-Con gespielt werden. Eines dieser Sets macht aus der Nintendo Switch ein Virtual-Reality-Headset.

#### Mario Kart Live: Home Circuit
Mario Kart ist eine klassische Nintendo-Rennspielserie, deren erster Ableger namens Super Mario Kart im Jahr 1992 für das SNES erschienen ist. Am 16. Oktober 2020 veröffentlichte Nintendo eine Mixed-Reality-Version des Spiels unter dem Namen Mario Kart Live: Home Circuit. Die Besonderheit dieses Spiels ist die Nutzung der Umgebung – wie etwa ein Wohnzimmer. Der Spieler kann darin eine Strecke mit mitgelieferten Teilen bauen und durch den Parcours ein reales funkgesteuertes Kart-Fahrzeug bewegen. Mittels einer im Fahrzeug verbauten Kamera sieht der Spieler auf der Spielkonsole die Strecke aus Sicht des Karts.

### Homebrew
Bereits im Februar 2018 erschien ein Homebrew-Launcher, der unter anderem durch einen softwarebasierten Exploit im Nvidia-Tegra-Prozessor ermöglicht wurde.
Weitere Homebrew-Anwendungen erlauben z. B. das Editieren von Speicherständen, das Erstellen von Backups, die Nutzung von Cheats, das Abspielen von Software anderer Plattformen via Emulation oder das Ausführen von nicht durch Nintendo signierter Software. Allerdings kann die Konsole durch Homebrew auch unbrauchbar gemacht oder fehlerhaft werden. Nintendo geht bei gehackten Systemen mit Konsolen- oder Account-Sperrungen vor. Damit wird der Zugriff der Konsole oder des verknüpften Accounts auf Nintendos Online Dienste unterbunden.
Die ausgenutzte Schwachstelle kann nicht per Software-Update geschlossen werden, da es sich um einen Boot-ROM-Bug in der Hardware handelt. Im August 2019 brachte Nintendo stillschweigend eine neue Version der Konsole heraus, die durch einen überarbeiteten Tegra-Prozessor diesen Exploit verhindert. Bis zum Jahr 2024 ist es auf dieser Version der Switch, der Switch Lite und der Switch OLED ausschließlich durch Hardware-Modifikationen mithilfe eines Modchips möglich, Homebrew-Anwendungen zu nutzen.
Im Juli 2019 gelang es Entwicklern, das auf Android basierende Custom-ROM LineageOS auf die Nintendo Switch zu portieren. Dabei fehlte die Unterstützung für die Kamera und das Mikrofon. Das Projekt trägt den Namen Switchroot. Zuvor gelang es Entwicklern, Android 10 zu portieren und auch Linux wurde schon erfolgreich auf der Konsole ausgeführt. Ebenfalls gelang es einem Entwickler, PC-Spiele ohne Capture Card auf den Bildschirm der Konsole zu streamen und umgekehrt.

### Emulatoren
Seit 2019 gibt es den Open-Source-Emulator Yuzu für Microsoft Windows und Linux. Yuzu wurde speziell entwickelt, um Nintendo-Switch-Spiele auf PCs zu emulieren und unterstützt viele Hauptfeatures des Systems, wie etwa die Joy-Con-Steuerung. Als einer der ersten Switch-Emulatoren für Android erschien MonoNX, der allerdings nur Textzeilen ausgibt. Im Mai 2023 erschien eine Version von Yuzu für Android. Allerdings gibt es auf den Emulatoren erhebliche Performance-Defizite im Vergleich zur Original-Hardware, und nicht alle Spiele werden unterstützt. Diese Leistungsdefizite resultieren primär aus der hochgradigen Optimierung der Spiele für die spezifischen Hardware-Komponenten und Architektur der Nintendo Switch, einschließlich des maßgeschneiderten Nvidia Tegra X1-Prozessors. Die Nachbildung dieser spezifischen Hardware-Eigenschaften auf alternativen Systemen erfordert aufwendige Berechnungen, was zu einem spürbaren Rückgang der Leistungsfähigkeit führt und nur auf Systemen möglich ist, die um ein Vielfaches leistungsstärker sind als die Original-Hardware.
Im Mai 2023 war es bereits fast zwei Wochen vor dem offiziellen Veröffentlichungstermin möglich, den lang erwarteten Titel The Legend of Zelda: Tears of the Kingdom auf gehackten Konsolen oder Emulatoren wie Yuzu oder Ryujinx zu spielen. Nur wenige Wochen nach der Veröffentlichung lief das Spiel auf den Switch-Emulatoren mit besserer Grafik und mehr Bildern pro Sekunde als auf der Switch.
Ende Februar 2024 reichte Nintendo Klage bei dem Bezirksgericht von Rhode Island ein, da Yuzu gegen das Digital Millennium Copyright Act (DMCA) verstoße. Zunächst wollten die Entwickler dagegen rechtlich vorgehen, entschieden sich jedoch letztendlich in einem Vergleich, ihr Emulator-Projekt einzustellen und 2,4 Millionen Dollar Schadensersatz zu zahlen.

## Rezeption
Chris Plante vom Magazin The Verge sieht Parallelen zwischen der Nintendo Switch und dem Sega Nomad, wobei der Sega Nomad über keine Docking-Station und lediglich über einen einzigen Anschluss für einen zusätzlichen Controller verfügt. Außerdem muss der Nomad zum Spielen permanent in der Hand gehalten werden.
Andreas Stegmüller von Hardwareluxx bemängelt, dass die Preise für Zubehör bei der Nintendo Switch im Vergleich zur Konkurrenz verhältnismäßig hoch seien. Beispielsweise hält er den Preis von etwa 80 Euro für ein Paar Joy-Con (die UVP beträgt 90 Euro) bzw. 25 Euro für die Joy-Con-Halterung mit eingebauter Ladestation für „alles andere als ein Schnäppchen“.
Viktor Eippert von PC Games urteilt, dass die Konsole zwar im stationären Betrieb der Leistung der PlayStation 4 und Xbox One hinterherhängt, ihr im portablen Betrieb jedoch niemand etwas vormache.
PC Mag lobte die Nintendo Switch in ihrem Test für ihr „attraktives, innovatives Design“, die „solide Verarbeitung“ sowie die „exzellente Spielebibliothek“. Kritisiert wurde die Akkulaufzeit und der unausgereifte Onlinedienst.
ComputerBase fand, dass die Nintendo Switch Lite als reine Handheld-Konsole „in jeder Hinsicht [überzeugt]“ und empfahl sie für diejenigen, für die „das Spielen am Fernseher ohnehin ausgeschlossen ist und [die] eine leichtere Spielekonsole für unterwegs such[en]“.
Das OLED-Modell der Switch wurde für seinen farbintensiven Bildschirm gelobt.
An der Spielebibliothek der Switch wurde kritisiert, dass diese aus vielen Portierungen älterer Nintendo-Spiele besteht, die trotzdem als Vollpreistitel verkauft werden.

### Absatz
Die ersten geschätzten Verkaufszahlen sind aus dem Vereinigten Königreich bekanntgegeben worden. Dort hat sich die Konsole in den ersten beiden Tagen etwa 80.000 Mal verkauft. Reggie Fils-Aimé, bis Anfang 2019 Chief Operating Officer von Nintendo of America, gab in einem Interview mit dem New-York-Times-Reporter Nick Wingfield bekannt, dass die Switch in den ersten zwei Tagen in Amerika den besten Verkaufsstart aller Nintendo-Konsolen hatte. In Frankreich wurden am Startwochenende etwa 105.000 Konsolen verkauft. Laut der von Media Create veröffentlichten Zahlen wurden in Japan bis zum 5. März 2017 bereits 329.159 Stück verkauft, bis zum 12. März 2017 weitere 61.998 Stück. Nach vier Wochen lagen die Verkaufszahlen in Japan bereits bei 519.504 Exemplaren. Nach 16 Wochen sind bereits rund 1 Mio. Geräte in Japan verkauft worden. Auch in Spanien hat sich die Switch mit etwa 45.000 Einheiten am Startwochenende vergleichsweise gut verkauft. Im ersten Monat konnte sich die Nintendo Switch weltweit ca. 2,74 Millionen Mal verkaufen. Zusätzlich wurden im März 2017 rund 5,46 Millionen Spiele der Switch verkauft – etwa 2,76 Millionen Exemplare davon waren The Legend of Zelda: Breath of the Wild.
Laut einem am 26. Juli 2017 veröffentlichten Finanzbericht von Nintendo wurden bis Ende Juni 2017 weltweit rund 4,7 Millionen Nintendo-Switch-Einheiten und ca. 13,6 Millionen Spiele für die Konsole verkauft. Bis Ende September 2017 wurde die Konsole laut Nintendo über 7,63 Millionen Mal verkauft. Im Dezember 2017 gab Nintendo bekannt, dass die Switch weltweit nach 9 Monaten über 10 Millionen Mal verkauft wurde. Darüber hinaus wurden von drei Titeln für die Konsole jeweils über fünf Millionen Exemplare abgesetzt, diese sind The Legend of Zelda: Breath of the Wild, Mario Kart 8 Deluxe und Super Mario Odyssey.
Laut einem am 31. März 2018 veröffentlichten Finanzbericht von Nintendo wurden bis Ende März 2018 weltweit rund 17,79 Millionen Nintendo Switch Stück und insgesamt ca. 68,97 Millionen Spiele für die Konsole verkauft. Bis zum 31. Dezember 2018 wurden von der Switch rund 32,27 Millionen Stück und etwa 163,61 Millionen Spiele abgesetzt. Die Konsole hat damit nach fast zwei Jahren die Gesamtverkaufszahl des GameCube übertroffen.
Bis zum 31. März 2019 wurden rund 34,74 Millionen Konsolen und 187,52 Millionen Spiele verkauft. Bis zum 30. Juli 2019 waren es 36,87 Millionen Konsolen. Bis zum 31. Dezember 2019 konnte sich die Nintendo Switch 52,48 Millionen Mal verkaufen. Damit übertrifft sie die Verkaufszahlen des Super Nintendo Entertainment Systems. Im September 2020 haben die Verkaufszahlen der Konsole mit 68,3 Millionen Stück auch die Verkaufszahlen des Nintendo Entertainment Systems übertroffen. Mit rund 93 Millionen verkauften Konsolen bis zum 30. September 2021 ist die Switch bei den meistverkauften Nintendo-Konsolen auf Platz 4. Bis zum 31. Dezember 2021 wurden rund 103,54 Millionen Konsolen verkauft. Seit Dezember 2021 ist die Switch mit etwa 104 Millionen Stück die meistverkaufte Heimkonsole des Herstellers und wird bei den Handheld-Konsolen vom Nintendo DS und dem Game Boy übertroffen. Bis 30. Juni 2022 stiegen die Verkaufszahlen auf über 111 Millionen Einheiten an. Bis zum 30. September 2022 waren es 114 Millionen Einheiten. Stand Juni 2025 haben sich alle Modelle der Nintendo-Switch-Familie insgesamt 153,10 Millionen Mal verkauft, womit sie den Game Boy als zweitmeistverkaufte Nintendo-Konsole abgelöst hat und nun an dritter Stelle der weltweit meistverkauften Videospielkonsolen steht.

### Probleme
Seit Anfang März 2017 wurden bei einzelnen Geräten technische Probleme von Nutzern bzw. Testern festgestellt. Dazu gehören:
- Kratzer, die durch das Einschieben in die Docking-Station entstehen[117]
- Pixelfehler[118]
- Verbindungsprobleme speziell beim linken Joy-Con-Controller (kostenlose Reparatur über den Kundendienst möglich)
- verbogene Konsolen[119]
- flackernder Bildschirm[120]
- sehr schwache WLAN-Verbindung bei einigen Nutzern[121][122]
- Analog-Sticks der Joy-Con, die ohne Eingabe reagieren (Joy-Con-Drift)[123][124][125][126] (hier kann Kontaktspray, das auch bei Elektronik wirkt, helfen[126])